# Egyiptom istenei (film)
Az Egyiptom istenei (eredeti cím: Gods of Egypt)  2016-ban bemutatott amerikai fantasyfilm, melyet Alex Proyas rendezett. Cselekménye az ókori Egyiptom mitológiáján alapul, és az istenek harcát helyezi középpontba. A főszerepben Gerard Butler, Brenton Thwaites és Nikolaj Coster-Waldau látható.

## Rövid történet
Egy halandó szövetségre lép Hórusz istennel Szet, a sötétség istene ellen, aki bitorolja Egyiptom trónját, káoszba és konfliktusba taszítva az egykor békés és virágzó birodalmat.

## Szereplők
| Színész               | Szerep  | Magyar hang    |
| --------------------- | ------- | -------------- |
| Nikolaj Coster-Waldau | Hórusz  | Miller Zoltán  |
| Gerard Butler         | Széth   | Sarádi Zsolt   |
| Brenton Thwaites      | Bek     | Fehér Tibor    |
| Elodie Yung           | Hathor  | Németh Borbála |
| Courtney Eaton        | Zaya    | Csuha Borbála  |
| Chadwick Boseman      | Thot    | Hamvas Dániel  |
| Rufus Sewell          | Ursu    | Csankó Zoltán  |
| Geoffrey Rush         | Ré      | Barbinek Péter |
| Bryan Brown           | Ozirisz | Dunai Tamás    |

## Forgatás
A filmet Ausztráliában forgatták. Egy 200 fős stáb kezdett el rajta dolgozni.

## Bemutató
Az Egyiptom istenei 2016. február 25-én debütált a mozikban. 2D-ben, RealD 3D-ben és IMAX 3D-ben is megjelent.

## Fogadtatás
A filmet negatívan fogadták a kritikusok és 140 millió dolláros költségvetés mellett csupán 150 millió dollár bevételt termelt.

## Fordítás
- Ez a szócikk részben vagy egészben  a   Gods of Egypt (film) című angol Wikipédia-szócikk fordításán alapul.  Az eredeti cikk szerkesztőit annak laptörténete sorolja fel. Ez a jelzés csupán a megfogalmazás eredetét és a szerzői jogokat jelzi, nem szolgál a cikkben szereplő információk forrásmegjelöléseként.